# 田中亮一
田中亮一（日语：／ Ryōichi Tanaka；1947年1月26日—）為日本男性演員、聲優、敘述者。出身於東京都杉並區。目前隸屬於青二製作。
他的弟弟田中和實同為青二事務所所屬。

## 簡歷
- 田中亮一在上小學三年級時被提名參演學校藝術節的戲劇表演，自稱「我想這樣做！」，自幼便喜歡表演，並夢想長大後成爲一名演員。[9]。后自多摩美術大學演劇科畢業[4]之後[9]，與其弟加入芸協劇團[4]，此劇團亦于戲劇領域活躍。之後劇團負責人青野武逝世後田中本人繼任劇團代表[10]，直至2013年解散[11]。其在黑川欣映（日语：黒川欣映）原作的《狐》中首次登臺演出[7]。後來因聽到“你怎麽不嘗試做一名聲優呢？”之言而開始了聲優生涯[9]。

- 曾爲江崎事務所[12]、Office央[13]所屬。

- 1981年10月，田中于《哆啦A夢》集數《我不喜歡哆啦A夢？！》中開始配音老師，成爲第四個配音此角色的聲優，並配音此角色長達24年之久，直至2005年3月放送的集數《哆啦A夢的假期？》后被井上和彥取締。

## 人物
- 音域為男中音[13]。

- 在《魔神Z對戰暗黑大將軍（日语：マジンガーZ対暗黒大将軍）》中先於野田圭一（日语：野田圭一）配音劍鐵也，原本預定于之後的《金剛大魔神》中會配音同樣的角色，但由於日程安排衝突，導致田中將其的配音工作讓給野田。

- 代表作有《惡魔人》的主人公不動明、《聖鬥士星矢》的巨蟹座黃金聖鬥士迪斯馬斯克等。

- 在同屬青二製作的弟弟田中和實去世後，自己從《波菲的漫長旅程》第8話中接任托馬斯一角的配音工作。除此之外，田中還于梓欣平、田野中勇去世後繼任其二者角色的配音工作。

- 興趣愛好及特長包括西洋舞蹈、歌曲、棒球[14]、閱讀、旅行[15]。

## 演出作品

### 電視動畫
1972年
- 海王子（五郎）
- 鬼太郎第2期（幸吉）
- 科學小飛俠（矢羽康治）

1973年
- 哆啦A夢 (日本電視台版)

1974年
- 阿爾卑斯山的少女（牧羊的男性）

1977年
- 大飯桶（棒球社員A、學生A、大川、中）

1979年
- 紅髮安妮（傑利·普多）

1981年
- 哆啦A夢 (大山羨代版)（老師〈第4代〉）

1983年
- 小超人帕門

1985年
- 鬼太郎第3期（手下B、妖火、司機員、森田、警官A 等）

1986年
- 七龍珠無印版（村民們、警官、職員、士兵B、妖怪 等）

1987年
- 聖鬥士星矢（迪歐斯、迪斯馬斯克）

1988年
- 奇天烈大百科（警察先生、男性A、阿提米斯、旅行家 等）
- 甜蜜小天使第2期（徹）

1990年
- 麵包超人（夕陽超人）
- 櫻桃小丸子第1期（校長）

1991年
- 美味大挑戰（中里店長）

1995年
- 櫻桃小丸子第2期（賣蛇的大叔A、村上）

1996年
- 鬼太郎第4期（父親、沼田、晴夫的爺爺、館長、二郎、河童老大、赤島知事、雲外鏡、如意自在）

1997年
- 名偵探柯南（長門光明、宮部耕太、本橋刑事、伊丹永信）

2002年
- ONE PIECE（木亞、哥雅國王、左大臣、優魯魯）

2003年
- 猴王五九（卡林）

2004年
- 戀風（佐伯善三）

2007年
- 鬼太郎第5期（五島、大臣、院長、金五郎）

2008年
- 波菲的漫長旅程（托馬斯〈第2代〉）

2009年
- 哆啦A夢 (水田山葵版)（權藤）
- 七龍珠改（木利長老、長老、有錢人男性、布利夫博士〈第2代〉、老界王神）

2014年
- 名偵探柯南 江戶川柯南失蹤事件 ～史上最糟糕的兩天～（搜查員）

2015年
- 七龍珠超（老界王神、布利夫博士、妖怪、康佛利）

2018年
- 鬼太郎第6期（老頭〈恭輔的祖父〉、康治的祖父、阿形柳一郎）

2021年
- 數碼寶貝幽靈遊戲（毛球獸）

2023年
- 逃走中 GREAT MISSION（管家老頭）
- 蠟筆小新（尾形乳垢）

### 劇場版動畫
- 哆啦A夢：大雄與鐵人兵團（老師）
- 多啦A夢：大雄的宇宙漂流記（老師）
- 七龍珠Z 神與神（老界王神）

### 网络動畫
2023年
- 超级七龍珠群雄（老界王神）

### 游戏
- 七龍珠系列（老界王神、布利夫博士）

## 外部鏈接
- 青二製作官方個人簡介 （页面存档备份，存于）
- 田中亮一個人簡介、圖像、寫真 - 影視約翰 （页面存档备份，存于）
- 田中亮一 - 聲優名錄 （页面存档备份，存于）
- 田中亮一 - KINENOTE
- 田中亮一 - Oricon
- 日本電影數據庫（JMDb）上田中亮一的資料（日語）
- 田中亮一在互联网电影资料库（IMDb）上的資料（英文）